# منبج

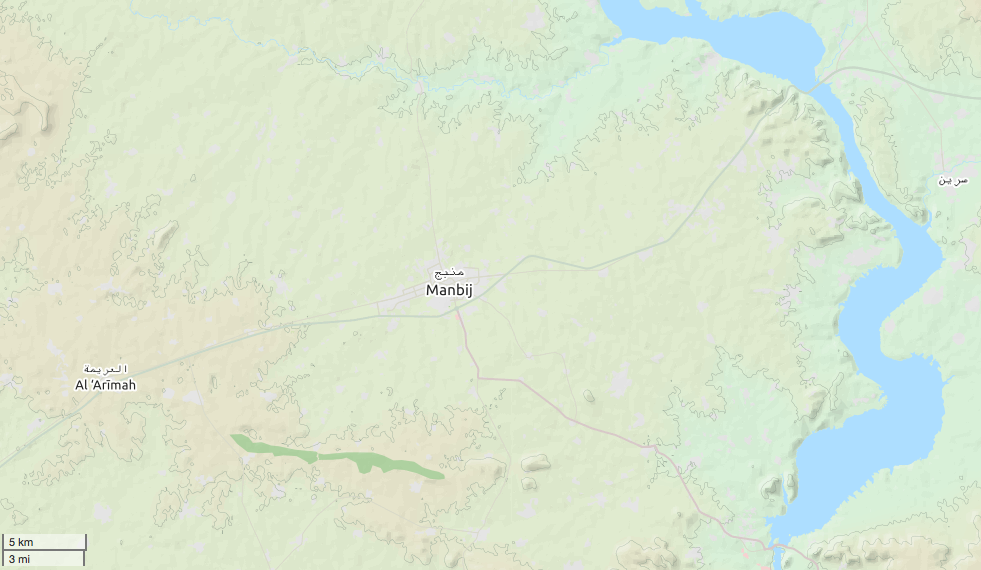
موقع منبج

مَنْبِج مدينة ومركز منطقة في شمال شرق محافظة حلب في شمال سوريا، على بعد 30 كم غرب نهر الفرات و80 كم من مدينة حلب. في تعداد عام 2004  الذي أجراه المكتب المركزي للإحصاء، كان عدد سكان منبج يبلغ حوالي 100,000 نسمة. غالبية سكان منبج من العرب السنة (يتبعون المذهبين الشافعي و الحنفي) بالإضافة إلى أقليات من الشركس والكرد والتركمان.

## التسمية
اسم المدينة منبج وله ألفاظ كثيرة [(مابوغ Mabog)، و (Mabbog)، و (Mabbogh)، و (Magog)، و (Membij)، و (Mumbidj)، و (مينكز) و (مابيحوم)، و (نانبيجي Nanpigi)، و (نابيجو Nappigu)، و (Bambych)، و (بامبيكه أو بامبيسيBambyce)، و (Bambouch)، و (Pambouk)، و (Bumbuj)] كلها تعني النبع أو المنبع.
ومن أسمائها القديمة أيضاً (هيرابوليس Hierapolis) وهو يعني المدينة المقدسة، و (أبروقيش أو أبروقليس) يعني مدينة الكهنة، (ليتا آشور Lita-Ashur)، و (أديسه  Edessa)، و (العواصم)، و (منبه)، و (سرياس).
في عهد الحثيين كان اسمها مابوغ (Mabog) وعندما سيطر الآشوريون على منبج، كانت تُسمى آنذاك نامبيجي (Nampige) أي النبع، بينما دعاها الآراميون نابيجو (Nappigu). وقد حُرّف هذا الاسم مع الزمن فأصبح مابوغ (Mabug) أي النبع أيضاً، ودعاها اليونانيون باسم بامبيكة أو بامبيسي (Bambyce)، وفي العصر الروماني عُرفت باسم هيرابوليس (Hierapolis) أي المدينة المقدسة.

و قال الغزي في كتابه (نهر الذهب في تاريخ حلب):
| منبج | منبج هذه هي المعروفة بالتاريخ باسم منبج الجديدة ولفظة منبج سريانية محرفة عن منبغ ومعناها المنبع سميت بهذا الاسم لوجود عين عظيمة فيها تعرف باسم الرام | منبج |

 وأضاف الغزي: الفرنج يسمون منبج (مينكز) وهي باللاتينية (ما بيحوم) وتعرف قديما باسم (مينبه) بكسر الميم وفتحها و (يره بولس) و (مارغ) و (ماربوغ) وكلمة (يره بولس) ذُكرت في تاريخ سورية بلفظ (هيرابولس) و (جره بولس)، وهو اسم مدينة (كركميش أو جرابلس) نقل منها بعد خرابها إلى منبج ثم رد إلى جرابلس بعد خراب منبج ومعنى (يره بولس) المدينة المقدسة".

كما أورد الشيخ زين الدين بن الوردي في كتابه (تتمة المختصر في أخبار البشر):
| منبج | ذكر بعضهم أن أول من بناها (والحديث هنا عن مدينة منبج) كسرى لمَّا غلب على الشام وسمّاها (من به) أي أنا أجود، فعربت فقيل لها منبج. | منبج |

ويقول (محبوب بن القسطنطين) في كتابه الذي وضعه في (أخبار ملوك الروم): 

## المكانة الدينية

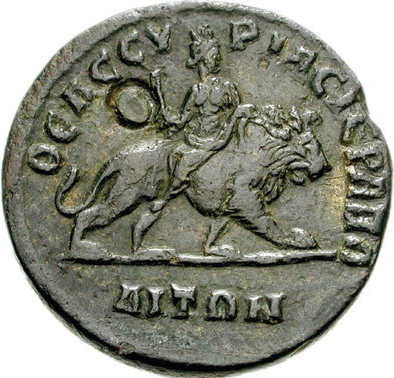
زوج اتاركاتيس المعبود حدد Hadad ظهر أسد

كانت منبج (هيرابوليس) مدينة مقدسة لما لها من حرمة دينية لدى سكانها، لما تحتويه من معابد وثنية يحج إليها الألوف من الوثنيين، لحضور الأعياد والاحتفالات الدينية التي كانت تقام فيها، والتي يشرف على تنظيمها وتنفيذها رئيس كهان المدينة. وكانت أعظم معبودات (منبج) هي أتارجتيس (بالإنجليزية: Atargatis)، ويعود تاريخ هيكلها إلى عام 320 ق.م، وإلى جانبه هيكل آخر لتمثال زوجها المعبود حدد (بالإنجليزية: Hadad) آلهة الصواعق والعواصف، ويظهر جالسًا على عرش مستندًاإلى ثورين.

### قصة بناءالمعبد
يعتبر لوسيانوس السميساطي (بالإنجليزية: Lucian]] of Samosata) أقدم المؤرخين الذين تحدثوا عن هيرابوليس (منبج)، ولد لوسيانوس حوالي عام 125م عاش في القرن الثاني الميلادي. وقد تحدث في كتابه (الآلهة السورية (بالإنجليزية: De Dea Syaria)) الذي كتبه باللغة اليونانية عن قصة بناء المعبد والطقوس المكرسة للإلهة آتارجتيس  Atargatis ومعبدها وبحرتها المقدسة، ويذكر لوسيانوس قصة بناء المعبد فيروي أنه سمع العديد من الأساطير حول بناء المعبد، إلا أنه لا يأخذ بها، ويسرد قصة بنائه على أن الصرح القائم اليوم (يُقصد بذلك أيام لوسيانوس في القرن الثاني الميلادي) ليس هو نفسه الذي بُني في الأصل. إن المعبد القائم اليوم هو من بناء ستراتونيس (زوجة سلوقس الأول وهو أحد الملوك الآشوريين)، وهي المرأة التي عشقها ابن زوجها، حيث أن الابن وقع طريح الفراش وأخذ جسمه يذبل يوماً بعد يوم، حتى كشف الأمر أحد الأطباء. ويروي لوسيانوس عن عبقرية الطبيب في كشفه للمرض بعد أن علم بعدم وجود أي علة، حيث طلب الطبيب من الملك أن يستدعي جميع من في القصر ووضع يده على قلب الشاب الذي بدا ساكناً حتى وصول زوجة أبيه حيث أخذ قلبه بالخفقان وتصبب عرقًا، وهنا كشف الطبيب للوالد عن مرض ابنه فما كان من الملك إلاّ أن نقل له زوجته ومملكته.

### عبادة اتارغاتيس Atargatis
كان يطلق عليها في العصر الروماني (آلهة سوريا) واسمها مُركّب في الأصل السرياني من (عتار) و (عتا) أي عشتار وعناة (وهما عبادتان ساميتان اندمجتا معاً)، وهي آلهة الخصب والحياة المنعمة والمترفة.
و كانت تشكل (أتارجتيس) مع (حدد) و (سيميوس) الأقاليم الثلاثة في المدينة المقدسة بامبيكة (منبج)، إلاّ أنها كانت أكثرها شعبية، وكانت (أتارجتيس) تتمتع بشعبية كبيرة في سوريا وخاصة في دمشق وعسقلان ودورا وتدمر وغير ذلك كثير، وحظيت بنفس الشعبية في آسيا الصغرى خلال العصر اليوناني وكذلك في مقدونيا، وقدسها اليونان والرومان، وبنوا لها معابد في (دلوس)، وكان نيرون من المعجبين بها في وقت من حياته.
و طُبعت صورة أتارغاتيس على النقود في هيرابولس (منبج)، ويتألف رمزها من الهلال مع قرص الشمس، وتُشاهد في الآثار الرومانية جالسة على عرش بين أسدين، وهناك نموذج غريب لأتارجتيس على النقود في هيرابولس حيث تظهر محجبة، ووجدت صور أخرى كثيرة لأتارجتيس المحجبة، وتُظهر رسوم نساء محجبات بحجاب ثقيل يشبه حجاب أي مسلمة محافظة اليوم على نقش من معبد بعل في تدمر، وفي لوح منحوت من دورا اوربس، وتُرينا بعض اللآثار الأخرى الرأس محجّباً.
وقد أقيم معبد الآلهة أتارجتيس على تلة، وهو محاط بسور مزدوج، ويتجه نحو الشمس، ويتم الولوج إليه عن طريق مصطبة حجرية، يليها مدخل الهيكل المزدان بأبواب ذهبية. كذلك الأمر بالنسبة لداخل المعبد، الذي يحتوي على مصلى مخصص للكهنة فقط وقد وضع فيه تمثال من الذهب ل (أتارجتيس) وآخر ل (حدد)، وكان هناك قرابة ثلاثمائة كاهن يخدمون المعبد وكان بينهم عدد قليل من القاصرين (اقل من 18 سنة).
وكان هناك شعائر معقدة أثناء الدخول إلى المدينة في أول زيارة لمعبد هيرابولس، وبالقرب من المعبد توجد بحيرة مقدسة، وكانت هذه البحيرة مركز الاحتفالات والأعياد الدينية، وتحتوي على أنواع مختلفة من الأسماك المقدسة، وفي وسطها يرتفع مذبح حجري تُحرق فوقه العطور باستمرار. وكان كل يوم يأتي الكثير من الناس إلى هذا المذبح الذي يقع منتصف البحيرة سباحةً، ويحملون معهم القرابين إيفاءً لنذرٍ ما. وفي فناء المعبد كان يعيش العديد من الحيوانات (عدا الخنازير) والطيور التي تستخدم كأضحيات في الأعياد. وعلى شاطئ هذه البحيرة كانت تقام احتفالات كبرى تدعى النزول إلى البحيرة، حيث كانت تنزل كافة تماثيل الآلهة وفي مقدمتها تمثال أتارجتيس، ويذكر (لوسيانوس) العديد من الأعياد التي كانت تجري ضمن المعبد، وأهمها عيد بداية الربيع؛ كما يتحدث عن الطقوس التي تجري ضمن هذا العيد.
من أشهر الأعياد أو الاحتفالات المقدسة

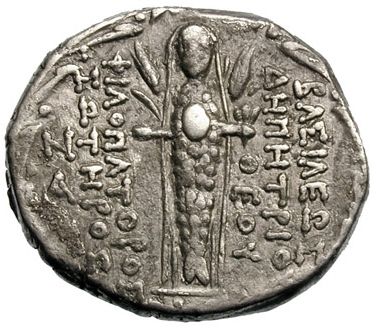
صورة أتارجتيس مطبوعة على العملة

- موكب (سيمون) إلى البحر الذي يقام سنويا مرتين، وتجلب فيه مياه من البحر وتصب في شق تحت المعبد، ويُعتقد أن المقصود من هذا الطقس هو إحياء ذكرى الطوفان في النفوس حتى لا تمحوه الأيام، كما يُفسر بأنه عملية استسقاء لتنزل الأمطار بواسطة السحر والشعوذة، أو أن الغاية أن تتم المصالحة بين الآلهة الأرضية المتخاصمة فيما بينها، وقد يرمز موكب الاحتفال المتجه إلى بحيرة الأسماك المقدسة إلى طقوس الإغتسال المقدس.
- يتم الاحتفال بقدوم فصل الربيع بإشعال النيران، ورفع المشاعل بحضور عدد كبير من الحجاج، كما تُحرق الأشجار المزدانة بضروب شتى من الأضاحي والهدايا، وكان يعتبر تعذيب وإيذاء الذات (كما يفعل بعض الشيعة اليوم) وغيرها من طرق الشعور بالنشوة عن طريق الألم جزءًا من الطقوس الدينية التي تحدث في هذا المعبد، وقد يصل الانفعال التأثري ببعض الكهنة المعرفين باسم (جالا) إلى حد الهوس، فيخصون أنفسهم، ويرتدون ثياب النساء وحليهن، وكان كهنة المعبد عموماً من الخصيان (مخصيين) الذين اعتادوا على القيام برحلات إلى اليونان وإيطاليا لنشر عبادة (أتارجتيس) بواسطة التنبؤات والرقص الروحاني، ولجمع تبرعات الأتقياء لأجل معبدها في هيرابولس (منبج).

## تاريخ منبج

### التاريخ القديم
لا أحد يعلم متى تأسست مدينة منبج، ولكن يُقال أن مابوغ (منبج) تأسست في الألف الثاني قبل الميلاد على أيدي الحثيين الذين سيطروا على بلاد شمال سورية ولكنّ المعلومات المتوفرة عن منبج في تلك الحقبة تتمثل بذكر بسيط جدًا خلال الحكم الآشوري، وكذلك الأمر بالنسبة للعصر الآرامي، حيث كانت منبج جزءً من مملكة «بيت عديني» الآرامية الواقعة بين البليخ شرقًا وضفتي نهر الفرات الأوسط غربًا، وكانت عاصمتها مدينة برسيب (تل أحمر حاليًا وهي قرية صغيرة تقع على الجهة الغربية لنهر الفرات وتبعد عنه 1 كم، وتبعد 9كم عن بلدة شيوخ تحتاني نحو الجنوب الشرقي) الواقعة إلى الجنوب من مدينة جرابلس، واستولى شلمانصر الثالث ملك الاشوريون على "Mnbg" أو (Manbug) أي (منبج) عام 856 قبل الميلاد وغير اسمها إلى (ليتا آشور), وبنى فيها قصرًا ملكيًا، ثم استعاد الملك الآشوري تيغلات بلاصير الثالث السيطر عليها في عام 738 قبل الميلاد. l ، وقد اعطى (معبد الإلهة أتارجتيس) للمدينة أهمية فائقة للآراميين على الصعيد السياسي والديني، وخصوصًا نهاية الإمبراطورية الأخمينية. وهناك ملكين معروفين من ملوك مملكة «بيت عديني» وهما أبياتي وعبد الحداد. مصير الملك عبد حداد غير معروف، ومنبج كانت تتمتع بقوة في ظل حكم الإمبراطورية المقدونية. وازدهرت منبج في ظل حكم السلوقيين الذين جعلوها المحطة الأهم على طريقهم الرئيسي بين أنطاكية وعاصمتهم مدينة سلوقية التي تقع على نهر دجلة.تم نهب المعبد من قبل كراسوس (هو الملك الذي قتل سبارتاكوس عندما قاد ثورة العبيد)في طريقه للقاء البارثيين (53 قبل الميلاد). بدأت مدينة هيرابولس (منبج) بسك العملة في القرن الرابع قبل الميلاد.
في القرن الثالث، كانت منبج عاصمة مقاطعة الفرات وإحدى أكبر المدن في سوريا. ويزعم بروكوبيوس (أشهر مؤرخ في القرن السادس الميلادي) أن منبج كانت أعظم مدينة في هذا الجزء من العالم. وفي عام 363م كانت منبج مدمرة تماماعندما جمع جوليان قواته هناك قبل أن يسير نحو الهزيمة والموت في بلاد ما بين النهرين. كما ان الملك الساساني خسرو الأول غزا المدينة ودمرها بعد فشل الإمبراطور البيزنطي جستنيان الأول في الدفاع عنها. وفي عام 630 م وفي مدينة منبج أرغم الإمبراطور البيزنطي هرقل خصومة الفرس على إعادة الصليب الذي كانوا قد استولوا عليه من مدينة القدس عام 610م، وكان البيزنطيون يعتقدون أن ذلك الصليب هو الذي صلب عليه السيد المسيح، ومن هنا جاءت أهميته للبيزنطّيين، وقد بقي عند الفرس 20 عامًا. وتظهر مدينة منبج على الخرائط الرومانية في القرن الرابع الميلادي كأكبر مدينة.وتابع: «مسكوكات (هيرابوليس– منبج Membij –Hieropolis) التي يرد اسمها القديم (ممبج Membij)وقد استبدلها (سلوقوس نيكاتور) بهيرابوليس والتي تعني (المدينة المقدسة)، وبنى فيها معبدًا لربة المدينة الكبرى (أتارجاتيس– عشتار)، أما عن وضع كهنة (هيرابوليس) فيشير (جان بابلون) في كتابه (إمبراطوريات سوريات): هكذا كان الكهنة في (هيرابوليس– منبج) يجمعون في شخصهم بتفويض دائم من الإله الذي اندمجوا فيه السلطة السياسية والدينية الكهنوتية، وكان كاهن «هيرابوليس» الأكبر يتغير في كل عام في عصر «ماركوس أوريلوس»، ويضيف: كان الكاهن يرتدي الأردية الأرجوانية ويعتمر التاج، لكن لم يكن يسك النقود باسمه وإنما باسم الربة (أتارجاتيس) السورية، وفي زمن (الإسكندر الأكبر) كان الملك (عبد حدد) في (منبج) يبدو على النقود في شكل كاهن يرتدي ثوبًا كهنوتيًا ويقدم البخور على الهيكل ممسكًا بيده مروحة طقسية.
ونضيف بأنّ الإله (حدد) قد ظهر على النقود الفضية من وحدة الديدراخما بوجه جانبي يساري وقد نُقش خلف رأسه الشمس والقمر وأمام وجهه نقش آرامي يذكر اسم الملك (عبد حدد) ويظهر على الوجه الآخر الملك الفارسي راكبًا في عربة يقودها سائس وتجرها الخيول وذلك على غرار عادة ملك ملوك الفرس المنقوشة صورهم على نقود صيدون على الساحل الفينيقي، وتؤرخ هذه القطعة من العام 340 -332 قبل الميلاد.

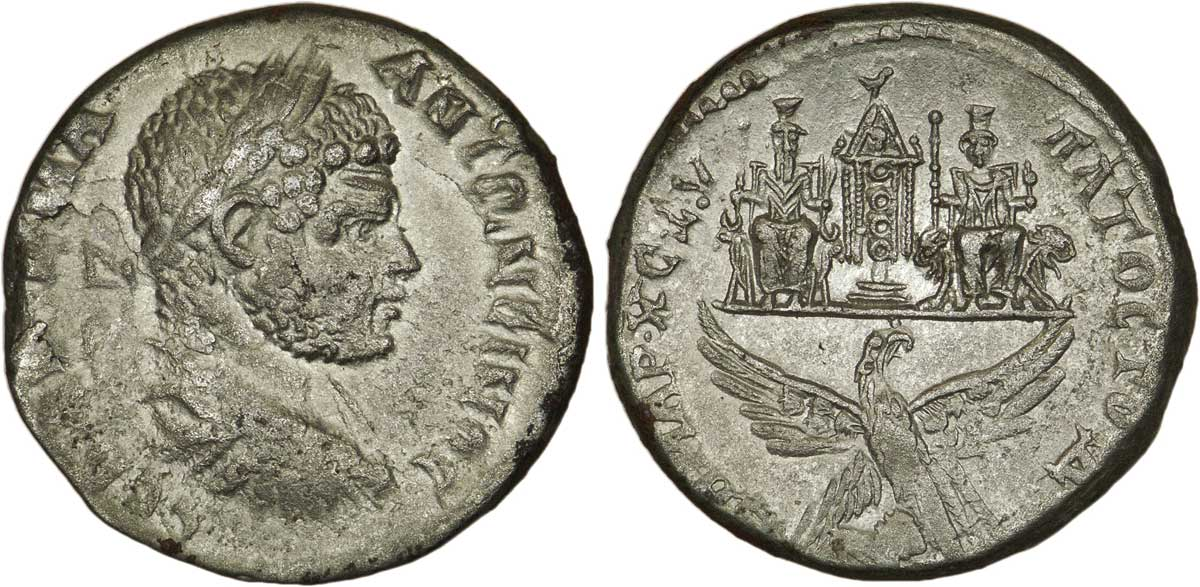
عملة مسكوكة في هيرابولس(منبج)

لقد أصدرت (هيرابوليس) في العصر السلوقي نقودًا فضية وبرونزية بدءً من (أنطيوخوس الرابع) وتميزت بحملها بعض الشارات السلوقية حيث دعيت هذه النقود بالريفية Municipal وحمل جزء منها أسماء الملوك المحليين، ونلاحظ أنَّ أقدم مدينة سورية ضُرب فيها النقود هي هيرابوليس ـ منبج، التي باشرت إصدارها النّقود في فترة سبقت بقليل احتلال الإسكندر الكبير لسوريّة، ثمّ توقّفت فترة من الزمن لتعاود عمليّة الإنتاج في العصر السلوقيّ تحت حكم أنطيوخوس الرابع الملّقب (أبيفانس 175ـ 164 ق.م) ويبدو أنّ بداية إنتاج هذه الدار للنقود في ذلك العصر كان في عهد الإمبراطور تراجانوس الذي منح مدن هذه الدائرة حقّ امتياز الإصدار النقديّ من العملات البرونزيّة بهدف تنشيط المنطقة اقتصاديًّا وإعادة الحياة لها، وتلاه امتياز الإمبراطور (ماركوس أوريلوس أنطونينوس)، الذي أغدق عليها بأنْ رفعها إلى مرتبة المستعمرات الرومانيّة بين عامي 215 ـ 217م، ومنحها حقّ إصدار نقود فضيّة من وحدة التيترادراخما التي تتراوح أوزانها بين 10.50غ ـ 14غ، وعُرفت باسم تيترادراخما النسر السوريّة، لأنّه غَلُبَ في مركز الظهر نقش النسر السوريّ (العقاب).
أصدرت هيرابوليس في العصر السلوقيّ نقودًا فضيّةً وبرونزيّة بدءًا من أنطيوخوس الرابع، وتميّزت بحملها بعض الشارات السلوقيّة، وحمل جزء منها أسماء (الملوك المحليّين).

### في العصور الوسطى
عندما بدأت الفتوحات الإسلامية كانت منبج تحت الحكم البيزنطي، إلا أنها تحررت منه عام 16هـ/ 636م زمن الخليفة عمر بن الخطاب الذي كلَّف عامر بن الجراح «أبا عبيدة» بطرد البيزنطيين من أراضي بلاد الشام، وذلك بعد انتصار القوى الإسلامية في معركة اليرموك مما شجعهم على متابعة الزحف نحو الشمال والشمال الغربي لنشر قيمهم الدينية والأخلاقية التي جاء بها الإسلام. زحف أبو عبيدة بقواته نحو حلب الساجور، وقدَّم عياض بن غنم الفهري إلى منبج ثم لحق به، وقد صالح إنطاكية على شروط هي الجزية أو الجلاء، فجلا بعضهم، وأقام بعضهم فأمنهم ووضع على كل حالم منهم دينارًا وجريبًا. وعمد أهالي مدينة مبنج إلى عقد الصلح مع عياض على نفس الشروط التي صالح بموجبها أهل إنطاكية، وقد أقرَّ أبو عبيدة ذلك. 
ولقد زارها الخليفة هارون الرشيد الذي يحج سنة ويغزو سنة وسمى مدينة منبج العواصم لانها تعصم المسلمين من العدو الروماني وجعلها مدينة العواصم عاصمة العواصم  وكان حاكمها آنذاك عبد الملك بن صالح بن عباس سنة 173 هجري الهاشمي وكان أجل قريش ولسان بني عباس وإن آثار قصره مازالت موجودة في بستان شمال منبج، فعمد هذا الحاكم إلى بناء صروح كبيرة وقوية، استخدمت كقواعد لانطلاق الصائفة (لان المسلمين كانوا يغزون الروم فقط في الصيف، وذلك من اجل إتقاء برد الشتاء) ضد البيزنطيين، وبذلك أصبحت تُشكل خط التماس الأول مع العدو، لذا كان لابد من تهيئتها عسكريًا ومدنيًا لاحتواء الألوف من المجاهدين القادمين من شتى البقاع الإسلامية للدفاع عن حدود الدولة ولقتال البيزنطيين سواء بدافع ديني أو رغبة بالكسب والربح. وما إن بدأ الضعف يدب في أوصال الدولة العباسية حتى بدأ بعض القادة من العسكريين أو أصحاب العصبيات الطامعين بالعمل باجتزاء إمارات ودويلات لهم من جسم الدولة العباسية، مع حرصهم على الاعتراف في الغالب بسلطة الخليفة العباسي الذي لم يكن له حول ولا قوة.
وقد استطاع أحمد بن طولون سنة 265هـ أن يمد نفوذه من مصر إلى بلاد الشام وأن يضمها إلى دولته، وبذا أصبحت منبج تحت سيطرة الطولونيين، وقد برر ابن طولون عمله بحجة رغبته بمقارعة البيزنطيين والعودة إلى مجاهدتهم.
وفي زمن سيف الدولة الحمداني، استعرت المعارك بين الدولة الحمدانية والبيزنطيين، وكانت سجالًا بين الطرفين، وقد زادت أعباء سيف الدولة مع أنه وقَّع مع الإخشيديين خلفاء الطولونيين صلحًا في عام 334 هـ /945م حصل بموجبه على إقليم واسع يتألف من عواصم أنطاكية ومنبج، وقد استعادت هذه الأخيرة أهميتها بسبب قربها من مدينة حلب ولثروتها الزراعية، وقربها من نهر الفرات قرب معبر على النهر دعي باسم جسر منبج حيث تقوم قلعة نجم.وفي الواقع أن منبج بقيت هدفًا للبيزنطيين خلال النصف الثاني من القرن العاشر الميلادي، مما جعل الحرب بين الطرفين شبه مستمرة.
وعندما احتل الفاطميون سورية الشمالية 406 هـ /1015 م أصبح صالح بن مرداس سيد حلب. فضم إليه مدينة منبج وتعاقب على هذه المدينة سلطات عدة، فقد سيطر عليها السلاجقة الأتراك ثم انتقلت إلى سيطرة الزنكيين إذ بعد وفاة زنكي 541هـ/ 1146م قاد ولده نور الدين حملة عسكرية إلى الرها لمحاصرتها مارًا بمدينة منبج مع قواه العسكرية وآلات حصاره، وكان أميرها يومئذٍ حسان المنبجي، وهو حليف مخلص لنور الدين، والذي باستيلائه على تل باشر عام 546 هـ / 1151م أنهى بذلك كونتية الرها. وبعد وفاة حسان المنبجي أعطى نور الدين منبج لولده غازي كإقطاع إلا أن هذا ما لبث أن ثار عليه. مما جعل نور الدين يقتحم المدينة ويعزل غازي ويعين مكانه أخاه قطب الدين اينال. بنى نور الدين مدرسة للشافعية في منبج لابن أبي عصرون بينما بنى قطب الدين مدرسة مماثلة للأحناف. بقيت منبج تحت سلطة الزنكيين حتى احتلها صلاح الدين الأيوبي 572 هـ /1176م. وتعرضت فيما بعد عام 638 هـ /1240م للنهب والسلب من قبل الخوارزمية الذين أشاعوا فيها الخراب والدمار والقتل.
وبوفاة الملك الصالح أيوب ملك مصر، واغتيال ولده توران شاه، انتقل الحكم عمليًا إلى القائد المملوكي المعز ايبك التركماني الجاشنكيري الصالحي، ويُعد المؤسس لدولة المماليك والتي استمرت نحو مئتين وسبعين سنة 1250 ـ 1517 م بفرعيها البحري والبرجي. وقد تعرضت بلاد الشام خلال حكمهم إلى غزوين شرسين: أولهما بقيادة هولاكو المغولي الذي وضع نهاية للدولة العباسية، إثر احتلاله بغداد وقتله للخليفة العباسي وأفراد أسرته عام 1258 م ثم زحف نحو بلاد الشام واحتل القسم الشمالي منها، وارتكب جرائم لا يمكن تصورها في حلب ومنطقتها، ثم اتجه نحو حماة ودمشق، إلا أن ظروفًا استجدت، فاضطر إلى الذهاب إلى إيران بسبب وفاة أخيه الخان الكبير، تاركًا جيشه لإتمام الغزو بقيادة أحد قواده ولكن جيش المماليك بقيادة الظاهر بيبرس تمكن من سحق الجيش المغولي في معركة عين جالوت 658 هـ / 1260م. أما الغزو الثاني فكان بقيادة تيمورلنك، الذي غزا في عام 804 هـ/ 1401م شمال سورية واستولى على مدينة ومنبج وجعلها مقرًا لقيادة حملته على سوريا وبعد ذلك هدمها ولم يبقِ حجرًا فوق حجر، وترك جنوده يفتكون بسكانها، وهكذا أصبحت منبج مدينة خاوية على عروشها، وفي هذه الفترة توقفت الحياة في منبج التي بقيت مهجورة ..
كان آخر سلاطين المماليك قونصوه الغوري الذي هزمه العثمانيون في معركة مرج دابق قرب حلب عام 923هـ/ 1517م وبذلك انتقلت السيادة من المماليك إلى العثمانيين، وأصبحت منبج جزءًا من الخلافة الإسلامية، وقد استمرت الخلافة العثمانية في بلاد الشام نحو أربعة قرون 1517م ـ 1918م.

### في العصر الحديث
1697م وصل هنري ماندريل  إلى منبج يوم الأربعاء 19 نيسان (أبريل) وبدأ بوصف المدينة قائلًا : «لم يبق لهذا المكان من عظمته شيئًا» لقد كانت منبج مدينة مدمرة تمامًا، ويعمها الخراب والفوضى، وفي الجهة الشرقية ما يزال بعضًا من أجزاء سور المدينة سليمًا ولم يدمر بعد، وفي الجهة الغربية من المدينة يوجد حفرة عميقة ، مليئة بالماء ، بقطر 100 ياردة (91,4 م)، ويضيف على ما يبدو أن هذه البحيرة الصغيرة كانت محاطة بأبنية عظيمة وقد استنتج وجود هذه الأبنية العظيمة من خلال الأعمدة والحطام المتبقي حول هذه البحيرة.
1745م وصف ريتشارد بوكوك  أقنية الري الممتدة تحت الأرض (السرب)، ثم وصف بقايا السور المتبقية، وكان السور بعرض 9 أقدام (2.74m) وبارتفاع أكثر من 30 قدم (9.14m)، ويوجد 4 ابواب للسور، كل باب بعرض 15 قدم (4.57m)، ويوجد برج نصف دائري عند كل باب لحمايته .
1850م ما زالت منبج مدينة يعمها الخراب عندما وصل الكولونيل تشيسني  إلى منبج ووصفها بأنها مدينة محطمة تقع وسط سهل صخري في مكان منعزل.
1878م وصول 350 عائلة شركسية  إلى منبج ، ليقيموا فيها ويصبحوا من مواطنيها، ومن بعدها بدأت تعود إليها الحياة تدريجيًا.
1884م /1302هـ بناء الجامع الكبير في منبج.
1902م سيل كبير يجتاح منبج، ثم تبعه سيل عام 1972م و 1973م، مما دفع البلدية إلى توسعة السور لحماية المدينة من السيول.
1904م بناء حمام للعامة في السوق ،  كما تُشير اللوحة الموجودة على بابه وهي مكتوبة باللغة التركية، وترجمتها تقول: «السلطان يبارك لأهل المدينة بهذا الحمام»، وافتتاح مكتب البريد في منبج.
1914- 1918م مجاعة غير مسبوقة تجتاح مدينة منبج وقراها بسبب الحرب العالمية الأولى وفرض النفير العام (السفربرلك)، والذي تم بموجبه اقتياد كل من يستطيع حمل السلاح إلى جبهات القتال.
1920 فرنسا تحتل سوريا
1925  الانتداب الفرنسي ينشئ ثلاثة مباني حديثة في منبج، وهي السرايا الحكومية (وتقع مقابل البريد وأصبحت بعد انقلاب 1970 مقر شعبة حزب البعث) ومدرسة (مدرسة منبج الابتدائية للبنات)، وبيت للقائم مقام (الذي أصبح لاحقًا منزل مدير المنطقة)، وأحداث سبيل ماء عند مدخل السوق (لا يزال موجودا حتى الآن ولكن بدون ماء)، ووفاة مفتي منبج الشيخ عبد القادر اللبني.
1930م وبحسب جريدة الأهالي التي كانت تصدر في حلب «أهالي بلدة منبج مرتاحون في فصول السنة الثلاثة الربيع والصيف والخريف فإذا جاء الشتاء وقعوا في البلاء وهودتهم الأوحال والأمطار بالزلق والغرق واحتاجوا إلى مراكب شراعية ليؤمنوا المواصلات بين الحارات وبين الأسواق، أما الموظفون فيحتاجون إلى مراكب بخارية للتنقل بين بيوتهم والسراي. والفضل في ذلك لرئيس البلدية السابق محمود نديم أما القائم مقام الحالي فيؤكد أنه سيصلح الطرقات ويسد الجور لينقذ الناس من الزلق والغرق».
1936م وفاة مفتي منبج الشيخ ناجي الكيالي.
1946م الأفراح تعمّ مدينة منبج وقراها ابتهاجًا بخروج الفرنسيين من البلاد.
1951م وصول الكهرباء إلى منبج.
1952م افتتاح أول سينما في منبج، وفي نفس العام توفي مفتي منبج الشيخ محمود العلبي.
في الخمسينيات بدأت المدارس تنتشر في منبج وقراها، وأخذ الناس يمارسون الديمقراطية وينضمون إلى الأحزاب السياسية المختلفة، وافتتح فندق الوحدة العربية (مقابل الجامع الكبير) لصاحبه الحاج محمود بنشي، وفندق عصام حلواني في أول السوق.
1955م فندق الجامعة العربية (آخر السوق المسقوف على جهة اليسار) لصاحبه بشير العقاد.
1961م إنشاء المركز الثقافي العربي في منبج،  وفي نفس المكان تم بناء المركز الثقافي الجديد وتم افتتاحه عام 2005م.
1967م الحزن يسيطر على أهالي منبج بسبب سقوط الجولان.
1974م أصدرت الحكومة السورية قرارًا بترحيل الكثير من أهالي قرى منبج الجنوبية إلى الحسكة، لأن قراهم وأراضيهم غمرت بمياه بحيرة سد الفرات.
1977م افتتاح معهد الأرقم بن الأرقم (المدرسة الشرعية) والذي تم نقله لاحقا إلى الحي الغربي .
1982م دبابات الجيش السوري تطوق مدينة منبج وبعض قرى منبج بسبب انضمامها للحراك المناهض لسيطرة حزب البعث على سوريا.
1985م البلدية تضع المخطط التنظيمي لمدينة منبج. ووفاة مفتي منبج الشيخ جمعة أبو زلام.
1988م حدوث أزمة غذائية كبيرة في معظم المدن السورية ومنها مدينة منبج ، وازدحام كبير على الأفران للحصول على الخبز ، وفقدان معظم المواد الاستهلاكية من السوق بسبب حصار دول حلف الناتو لسوريا، ووفاة المخرج المسرحي الكبير فواز الساجر (و هو من مواليد أبو قلقل عام 1948م)
1992 و 1993م توسعة شبكة الهاتف الأرضي في منبج (من ضمن مشروع المليون هاتف الذي تبرعت بتكاليفه الحكومة الكويتية كهدية للشعب السوري)
في التسعينيات حدوث طفرة عمرانية كبيرة في منبج.
1995م تدشين المشفى الوطني في منبج والذي يحتوي على /175/ سريراً باختصاصات مختلفة تخدم مناطق منبج وجرابلس وعين العرب وجزءاً من ريف محافظة الرقة ويتبع للمشفى قسم إسعاف وعيادات خارجية وبنك للدم حيث يقوم بخدمات اسعافية جليلة لحوادث السير وخاصة الواقعة وبكثرة على طريق حلب - الحسكة المار من مدينة منبج.
1997م افتتاح صوامع ومطاحن منبج.
1999م الحكومة تجبر الكثير من أهالي القرى المحاذية لنهر الفرات في منبج على الرحيل إلى ريف مسكنة ، لأن  قراهم وأراضيهم غُمرت بمياه سد تشرين.
2003م افتتاح سد تشرين.
2004م إنشاء مدخل جديد لمنبج من الجهة الغربية وتشييد دوار الكتاب.
2003-2004 م افتتاح فرع لجامعة الاتحاد الخاصة في منبج،  و وصول خدمة الإنترنت السريع ADSL إلى المدينة..
2009م مجلس مدينة منبج ينشئ الفرن الاحتياطي بطاقة انتاجية من 12-14 طن في اليوم ،  حيث بدأ إنتاج الخبز فيه بتاريخ 6 شباط 2010م، ونقل الأحوال المدنية (النفوس) إلى المبنى الجديد، ووفاة ذياب الماشي .
2010م إنشاء مركز هجرة وجوازات في منبج، لتخفيف الضغط عن مدينة حلب.

### منبج منذ 2011 حتى اليوم
شاركت منبج في الاحتجاجات المناوئة للنظام وخرجت أول مظاهرة بتاريخ 21 أبريل/نيسان 2011م، خرجت منبج عن سيطرة الحكومة بتاريخ 19يوليو/تموز 2012م، وأصبحت إدارة المدينة من من مسؤوليات أبناء المدينة، حيث جرت انتخابات لتعيين مجلس محلي، وفي يناير/ كانون الثاني 2014م سيطر تنظيم الدولة الإسلامية (داعش) على المدينة، وفي يونيو/حزيران 2016م شنت قوات سوريا الديمقراطية (وهي قوات في غالبيتها كردية) هجوماً على منبج من أجل السيطرة على المدينة، تحت غطاء جوي من قوات التحالف الدولي (و هي في غالبيتها طائرات أمريكية)بالإضافة لوجود عناصر قيادية من القوات الأمريكية على الأرض، وفي 12 أغسطس/آب سيطرت القوات الكردية على المدينة بعد هجوم استمر شهرين، حاولت تركيا الهجوم على منبج من أجل طرد القوات الكردية منها ولكن الولايات المتحدة الأمريكية منعت ذلك الهجوم عن طريق إرسال مئات من الجنود الامريكان إلى الخطوط الأمامية للقتال.

## شعراء منبج

### الشعراء القدامى
1. يحيى بن سعيد المنبجي 1039-1159 م
2. أبو عبد الله البحتري الشاعر العباسي المعروف
3. ابو فراس الحمداني 932-967 م
4. عمر أبو ريشة 1908 - 1990م ولد في منبج

### الشعراء في العصر الحديث
- محمد منلا غزيّل.
- عبد الجليل عليان.

## خراب منبج
تم تدمير مدينة منبج وتحطيمها بشكل كامل أو بشكل جزئي العديد من المرات ومنها:
1- قام فرعون الأعرج بحرق مدينة منبج وتدميرها (وفي سنة خمسين من ملكه ـ يعني ملك بختنصر ـ قتل فرعون الأعرج ملك مصر واسمه يوياقيم ، قال: وكان فرعون قد أحرق مدينة منبج ، ثم بنيت بعد ذلك ، وسميت أبروقليس). أظن أن هذه الحادثة وقعت حوالي سنة 601 ق.م.
2- 53 ق.م نهب كراسوس معبد منبج (و المعبد أقدس مكان في المدينة ويحتوي على كل ثرواتها الهائلة، لذا نظن أن كراسوس قتل عدداً كبيراً من سكان المدينة حتى تمكن من نهب المعبد)
3- 363م قام الساسانيون بتدمير منبج عن بكرة ابيها.
4- 540م هاجم الإمبراطور كسرى بلاد مابين النهرين وسوريا ، ودمر منبج.
5- 462 هـ فيها أقبل صاحب القسطنطينية في عسكرٍ كبير إلى أن نزل على مَنْبج، فاستباحها قتلاً وأسْراً، وهرب من بين يديه عسكر قِنسرين والعرب، ورجع لشدّة الغلاء على جيشه، حتى أبيع فيهم رِطل الخبز بدينار.
6- 1240م/638هـ سارت الخوارزمية إلى منبج وهجموها بالسيف يوم الخميس لتسع بقين من ربيع الأول من هذه السنة 638هـ (11تشرين الأول /أكتوبر 1240م) وفعلوا من القتل والنهب مثل ما تقدم ذكره (استولى الخوارزميون على أثقال منبج وأسروا منهم عدة كثيرة، ثم كانوا يقتلون بعضهم ليشتري غيره نفسه منهم بماله فأخذوا بذلك شيئا كثيرا، وارتكب الخوارزمية من الفواحش والقتل ما ارتكبه التتر)، ثم رجعوا إلى بلادهم وهي حران وما معها.
8- 598 هـ خرب الملك الظاهر غياث الدين غازي بن الناصر صلاح الدين يوسف (1172 م- 8 تشرين الأول /أكتوبر 1216 م) قلعة منبج (وهي قلعة كانت موجودة وسط المدينة في حي التبة عند خزان المياه) خوفا من انتزاعها منه. (وهذا من الغريب حقا أن تخرب قلعة خشية انتزاعها وتترك مدينة كاملة عرضة للانتزاع، والقلعة هي التي تحمي نفسها بمن فيها من الانتزاع).وتم تخريب قلعة منبج بواسطة وزيره بمنبج  البرهان ابن أبي شيبة وعمل موضع القلعة مارستانا وحمامين متلاصقتين وخان سبيل فقال أهل منبج عنه : هتك الحريم وصان الحمير.
9- 657هـ /1258م دمّر هولاكو مدينة منبج.
10- 744هـ/1344م قوة الزلزال (6.5 درجة) حصل هذا الزلزال يوم الجمعة 15 شعبان 744هـ الواقع في 2 يناير/كانون الثاني 1344م وتهدمت مدينة منبج بالكامل وأصبحت خراباً ووصل عدد الضحايا إلى  57000 شخص.
11- 804 هـ/ 1401م غزا تيمورلنك شمال سورية واستولى على مدينة ومنبج وجعلها مقراً لقيادة حملته على سوريا وبعد ذلك هدمها ولم يبقِ حجراً فوق حجر، وترك جنوده يفتكون بسكانها، وهكذا أصبحت منبج مدينة خاوية على عروشها، وفي هذه الفترة توقفت الحياة في منبج التي بقيت مهجورة ويسكنها الخراب قرابة ال 500 سنة.
12- 2016م تم تدمير أجزاء واسعة من المدينة على يد قوات التحالف الدولي الذي تقوده أمريكا لإخراج عناصر الدولة الإسلامية (داعش) منها.

## المناخ
تتمتع منبج بمناخ البحر الأبيض المتوسط الحار صيفاً، مع تأثيرات المناخ القاري خلال فصل الشتاء الرطب والبارد أحياناً وأحيانا أخرى ثلجي. متوسط أعلى درجات الحرارة في يناير/ كانون الثاني 7.8 درجة مئوية، متوسط أعلى درجات الحرارة في آب/أغسطس 38.1 درجة مئوية. تتساقط الثلوج عادة في يناير/كانون الثاني أو فبراير/شباط أو ديسمبر/كانون الأول.
| البيانات المناخية لـManbij                                         | البيانات المناخية لـManbij | البيانات المناخية لـManbij | البيانات المناخية لـManbij | البيانات المناخية لـManbij | البيانات المناخية لـManbij | البيانات المناخية لـManbij | البيانات المناخية لـManbij | البيانات المناخية لـManbij | البيانات المناخية لـManbij | البيانات المناخية لـManbij | البيانات المناخية لـManbij | البيانات المناخية لـManbij | البيانات المناخية لـManbij |
| الشهر                                                              | يناير                      | فبراير                     | مارس                       | أبريل                      | مايو                       | يونيو                      | يوليو                      | أغسطس                      | سبتمبر                     | أكتوبر                     | نوفمبر                     | ديسمبر                     | المعدل السنوي              |
| ------------------------------------------------------------------ | -------------------------- | -------------------------- | -------------------------- | -------------------------- | -------------------------- | -------------------------- | -------------------------- | -------------------------- | -------------------------- | -------------------------- | -------------------------- | -------------------------- | -------------------------- |
| متوسط درجة الحرارة الكبرى °م (°ف)                                  | 7.9 (46.2)                 | 10.5 (50.9)                | 15.6 (60.1)                | 23.4 (74.1)                | 28.3 (82.9)                | 34.3 (93.7)                | 37.7 (99.9)                | 38.1 (100.6)               | 33.2 (91.8)                | 26.3 (79.3)                | 15.3 (59.5)                | 9.1 (48.4)                 | 23.3 (73.9)                |
| متوسط درجة الحرارة الصغرى °م (°ف)                                  | −1.2 (29.8)                | −0.6 (30.9)                | 4.3 (39.7)                 | 7.2 (45.0)                 | 12.5 (54.5)                | 15.1 (59.2)                | 19.9 (67.8)                | 20.9 (69.6)                | 16.3 (61.3)                | 12.4 (54.3)                | 6.4 (43.5)                 | −0.5 (31.1)                | 9.4 (48.9)                 |
| الهطول مم (إنش)                                                    | 69 (2.7)                   | 54 (2.1)                   | 38 (1.5)                   | 28 (1.1)                   | 8 (0.3)                    | 3 (0.1)                    | 0 (0)                      | 0 (0)                      | 3 (0.1)                    | 25 (1.0)                   | 36 (1.4)                   | 58 (2.3)                   | 322 (12.6)                 |
| متوسط الأيام الممطرة                                               | 10                         | 6                          | 4                          | 4                          | 3                          | 1                          | 0                          | 0                          | 1                          | 3                          | 5                          | 9                          | 46                         |
| متوسط الأيام المثلجة                                               | 2.5                        | 1.5                        | 0                          | 0                          | 0                          | 0                          | 0                          | 0                          | 0                          | 0                          | 0                          | 2                          | 6                          |
| متوسط الرطوبة النسبية (%)                                          | 71                         | 63                         | 56                         | 52                         | 38                         | 36                         | 31                         | 31                         | 39                         | 43                         | 51                         | 70                         | 48                         |
| المصدر: Weather Online, Weather Base, BBC Weather and My Weather 2 |                            |                            |                            |                            |                            |                            |                            |                            |                            |                            |                            |                            |                            |

## الطرقات
يتم خدمة منبج بواسطة طريقين رئيسيين، وهما: الطريق M4 والطريق 216.
لا يوجد مطار بالقرب من منبج، والمطار الأقرب هو مطار النيرب في حلب...

## كتب عن منبج
كتاب (آلهة سوريا) للكاتب الفيلسوف الكبير لوسيانوس السمسياطيي، وهو كتاب باللغة اليونانية القديمة، وقد ترجم إلى عدة لغات ، وترجمه إلى العربية موسى ديب الخوري وصدر عن دار الأبجدية بدمشق عام 1992.
 كتاب (منبج سيرة ومسيرة) للأستاذ حسين علي البكار.
كتاب (كتاب منبج) للاستاذ محمد احمد الغويش.